# Ruric
Ruric (în limbile scandinave Rørik, alternativ Hrørikr, în rusă Рюрик, Riuric), (n. 830 d.Hr. – d. 879 d.Hr., Novgorod, RSFS Rusă, URSS) a fost o căpetenie varegă care a reușit constituirea unui stat al slavilor răsăriteni. Este considerat de aceea ca primul conducător al Rusiei Kievene.